# Chalcides sexlineatus
Chalcides sexlineatus är en ödleart som beskrevs av  Franz Steindachner 1891. Chalcides sexlineatus ingår i släktet Chalcides och familjen skinkar. IUCN kategoriserar arten globalt som livskraftig. Inga underarter finns listade i Catalogue of Life.